# Immortal Soul
Immortal Soul —en español: Alma inmortal— es el decimocuarto álbum de estudio de la banda estadounidense de heavy metal Riot y fue publicado en formato de disco compacto por Avalon/Marquee Inc. en Japón  y Steamhammer Records en Norteamérica y Europa.   Ambas versiones se lanzaron en 2011. Este álbum fue el último que grabó Mark Reale antes de su muerte en 2012.  Participaron también el vocalista Tony Moore, el bajista Don Van Stavern y el baterista Bobby Jarzombek.

## Grabación
La grabación de este disco se realizó en varios estudios de Estados Unidos:  Estudios Millbrook Sounds de Millbrook, Nueva York, Soundcheckers Studios de Nueva York, Blue House Studios y DVS Studios de San Antonio, Texas y Silvercloud Recording de Redondo Beach, California. Mark Reale, quien ejecutaba la guitarra líder, no lo hizo en Immortal Soul debido al progreso de la enfermedad que padecía,  grabando solamente la guitarra rítmica y dejando a Mike Flyntz la tarea de los solos de guitarra. En el álbum colaboraron el cantante Tony Moore, el bajista Don Van Stavern y el batería Bobby Jarzombek, siendo el tercer álbum que graban los dos primeros con Riot.

## Publicación
Immortal Soul se lanzó en 2011 aunque en diferentes fechas según la región, ya que en Japón se publicó primero, siendo el día 19 de octubre,  en Europa una semana días después y en EE. UU. y Canadá salió al mercado casi un mes más tarde, en noviembre.

## Recepción
El disco logró un mejor recibimiento en Japón que sus antecesores Sons of Society, Through the Storm y Army of One,  alcanzando el puesto 45.º en el Oricon Albums Chart, permaneciendo en dicho listado cuatro semanas.

## Temas extras
En el mismo año, se publicó una edición limitada de Immortal Soul, la cual numeraba dos temas adicionales grabados en el Sweden Rock Festival, realizado el 6 de junio de 2009 en Norje, Sölvesborg, Suecia. Por su parte, la versión japonesa contiene una canción extra grabada en dicho festival.

## Lista de canciones
Todos los temas fueron compuestos por Riot.

| Versión americana y europea |                                    |                                 |          |  |
| N.º                         | Título                             | Traducción al español           | Duración |  |
| 1.                          | «Riot»                             | «Disturbio»                     | 5:03     |  |
| 2.                          | «Still Your Man»                   | «Aún tu hombre»                 | 4:16     |  |
| 3.                          | «Crawling»                         | «Arrastrando»                   | 5:52     |  |
| 4.                          | «Wings Are for Angels»             | «Las alas son para los ángeles» | 5:10     |  |
| 5.                          | «Fall Before Me»                   | «Cae antes que yo»              | 4:55     |  |
| 6.                          | «Sins of My Father»                | «Pecados de mi padre»           | 3:55     |  |
| 7.                          | «Majestica» (canción instrumental) | «Majéstica»                     | 0:57     |  |
| 8.                          | «Immortal Soul»                    | «Alma inmortal»                 | 4:46     |  |
| 9.                          | «Insanity»                         | «Locura»                        | 4:40     |  |
| 10.                         | «Whiskey Man»                      | «El hombre del wiski»           | 4:15     |  |
| 11.                         | «Believe»                          | «Creer»                         | 4:17     |  |
| 12.                         | «Echoes»                           | «Ecos»                          | 4:53     |  |
| 52:59                       |                                    |                                 |          |  |

| Versión japonesa |                                                                             |                 |                       |          |  |
| N.º              | Título                                                                      | Escritor(es)    | Traducción al español | Duración |  |
| 13.              | «Fight or Fall» (en vivo desde el Sweden Rock Festival, 6 de junio de 2009) | Don Van Stavern | «Luchar o caer»       |          |  |

| Edición limitada |                                                                              |                                       |                          |          |  |
| N.º              | Título                                                                       | Escritor(es)                          | Traducción al español    | Duración |  |
| 13.              | «Johnny's Back» (en vivo desde el Sweden Rock Festival, 6 de junio de 2009)  | Tony Moore / Mark Reale / Van Stavern | «Johnny está de regreso» |          |  |
| 14.              | «Metal Soldiers» (en vivo desde el Sweden Rock Festival, 6 de junio de 2009) | Moore / Reale / Van Stavern           | «Soldados del metal»     |          |  |

## Créditos

### Riot
- Tony Moore — voz principal y coros.
- Mark Reale — guitarra rítmica.
- Mike Flyntz — guitarra principal.
- Don Van Stavern — bajo.
- Bobby Jarzombek — batería.

### Personal de producción
- Riot — productor.
- Bruno Ravel — productor, ingeniero de audio, mezcla y masterización.
- Paul Orofino — ingeniero de audio.
- Joe Floyd — ingeniero de audio y mezcla.
- Tony Moore — trabajo de arte.
- Manuela Froelich — administración.

## Listas
| Año  | País  | Lista               | Posición máxima |
| ---- | ----- | ------------------- | --------------- |
| 2011 | Japón | Oricon Albums Chart | 45.º            |